# 杨必大
杨必大（1227年—1294年），字伯起，元朝台州临海人。曾于宋末任台州知府，后开城投降元军，被授予台州安抚使，杨称病辞去。后于元至元十九年（1282年）任浙东宣慰副使，又改任宁国路同知。